# Bebes István
Bebes István Géza (Kapuvár, 1956. március 24. –) magyar mérnök, sportoló, politikus.

## Életpályája

### Iskolái
1974-ben érettségizett a soproni Széchenyi István Gimnáziumban. 1974–1978 között az Erdészeti és Faipari Egyetem Faipari Üzemmérnöki Karán tanult. 1985-ben elvégezte a Testnevelési Főiskolát; kosárlabdaedzői végzettséget kapott. 2005-ben a Nyugat-Magyarországi Egyetem Közgazdaságtudományi Karán település menedzsment (városgazdálkodás) szakon végzett. 2006-ban ugyanitt területfejlesztési diplomát szerzett. 2006-ban a párizsi Sorbonne Egyetemen végzett európai uniós településfejlesztési szakon.

### Pályafutása
1978–1979 között a fertődi Építőipari Szövetkezet művezetője volt. 1979–1980 között a soproni Építőipari Szövetkezet kalkulátoraként dolgozott. 1980 óta Körmenden él. 1980–1982 között Körmenden a Falco művezetője volt. 1982–1991 között a körmendi Egis Lacta Tápszergyár tűzvédelmi előadója volt. 1991–1995 között a Pyramide Kft., 1995–2002 között pedig az Univerzum Szolgáltató Kft. ügyvezető igazgatója volt.

### Politikai pályája
1990 óta a Fidesz tagja. 1990–1994 között, valamint 1998-tól önkormányzati képviselő. 1995-től a Fidesz körmendi szervezetének vezetője. 1996 óta a Vas megyei választmány elnökségi tagja. 1997-ben a Fidesz Országos Választmányába került. 1998-ban a Fidesz és az MDF polgármesterjelöltje volt. 1998–2002 között a Mezőgazdasági bizottság alelnöke, az EU-csatlakozási és külkereskedelmi albizottság tagja, a Vidékfejlesztési albizottság tagja volt. 1998–2014 között országgyűlési képviselő volt (Vas megye). 1999–2002 között az Erdészeti albizottság elnöke, valamint a Magyar-Orosz Parlamentközi Vegyes Bizottság magyar albizottságának tagja volt. 2000–2002 között az Európai integrációs ügyek bizottságának tagja volt. 2002–2004 között, valamint 2010–2014 között az Európai ügyek bizottságának tagja volt. 2004–2006 között a Területfejlesztési bizottság tagja volt. 2002 óta Körmend polgármestere (2002–2006 között: Fidesz-MDF-FKGP-Polgári összefogás; 2006-tól: Polgári Összefogás-Fidesz-KDNP-MDF). 2006–2010 között az Önkormányzati és területfejlesztési bizottság tagja volt. 

### Sportpályafutása
1973–1989 között Körmenden I. osztályú kosárlabdázó volt. 1979–1983 között volt válogatott. 1987-ben bajnok lett. 1996–1999 között a BC MARC-Körmend Kosárlabdaklub elnöke volt. 1997-től a Magyar Kosárlabda Szövetség szakmai bizottságának tagja.

## Kitüntetése
- A Magyar Érdemrend tisztikeresztje (2025)

## Családja
Szülei: Bebes István és Garab Ilona voltak. 1979-ben házasságot kötött Bazsó Judittal. Hat gyermekük született: Attila (1983), Árpád (1986), András (1988), Adrienn (1991), Anikó (1993) és Mátyás (1994).